# Castanotherium pilosum
Castanotherium pilosum är en mångfotingart som beskrevs av Carl 1912. Castanotherium pilosum ingår i släktet Castanotherium och familjen Zephroniidae. Inga underarter finns listade i Catalogue of Life.